# Papiro 108

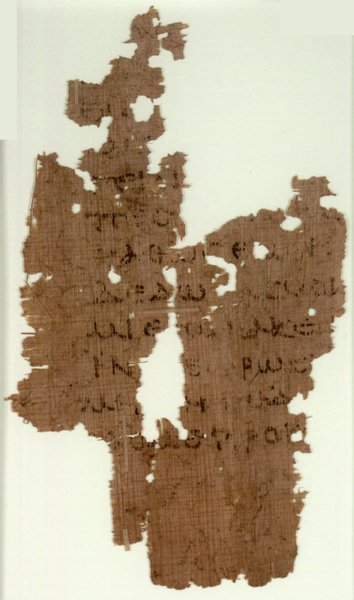
Papiro 108.

El Papiro 108 (en la numeración Gregory-Aland) designado como {\displaystyle {\mathfrak {P}}}108, es una copia antigua de una parte del Nuevo Testamento en griego. Es un manuscrito en papiro del Evangelio de Juan y contiene la parte de Juan 17:23-24 y 18:1-5. Ha sido asignado paleográficamente al siglo III.
El texto griego de este códice es un representante del Tipo textual alejandrino, también conocido neutral o egipcio. Aún no ha sido relacionado con una Categoría de los manuscritos del Nuevo Testamento.
Este documento se encuentra en la biblioteca Sackler de la Universidad de Oxford (Papyrology Rooms - P. Oxy. 4447), en Oxford.

### Lectura recomendada
- W. E. H. Cockle, The Oxyrhynchus Papyri LXV (London: 1998), pp. 11–14.
- Comfort, Philip W.; David P. Barrett (2001). The Text of the Earliest New Testament Greek Manuscripts. Wheaton, Illinois: Tyndale House Publishers. pp. 645-647. ISBN 978-0-8423-5265-9.